# 雞母珠
雞母珠（學名：Abrus precatorius），又名相思子、美人豆、亦被称作红豆，是豆科相思子屬的一種有毒植物，泛熱帶分佈。

## 形态
木质藤本；偶数羽狀複葉，长椭圆形小叶8－15对；春夏开花，花為總狀花序頂生或腋生，蝶形花冠，淡紫紅色或偶然白色，花期為九月；长椭圆形荚果密生细毛，广卵形種子顏色鮮艷美麗，上端朱红色，下端三分之一为黑色，外觀跟瓢蟲的顏色很像。

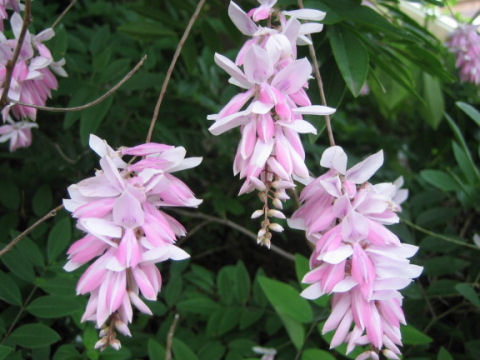
花
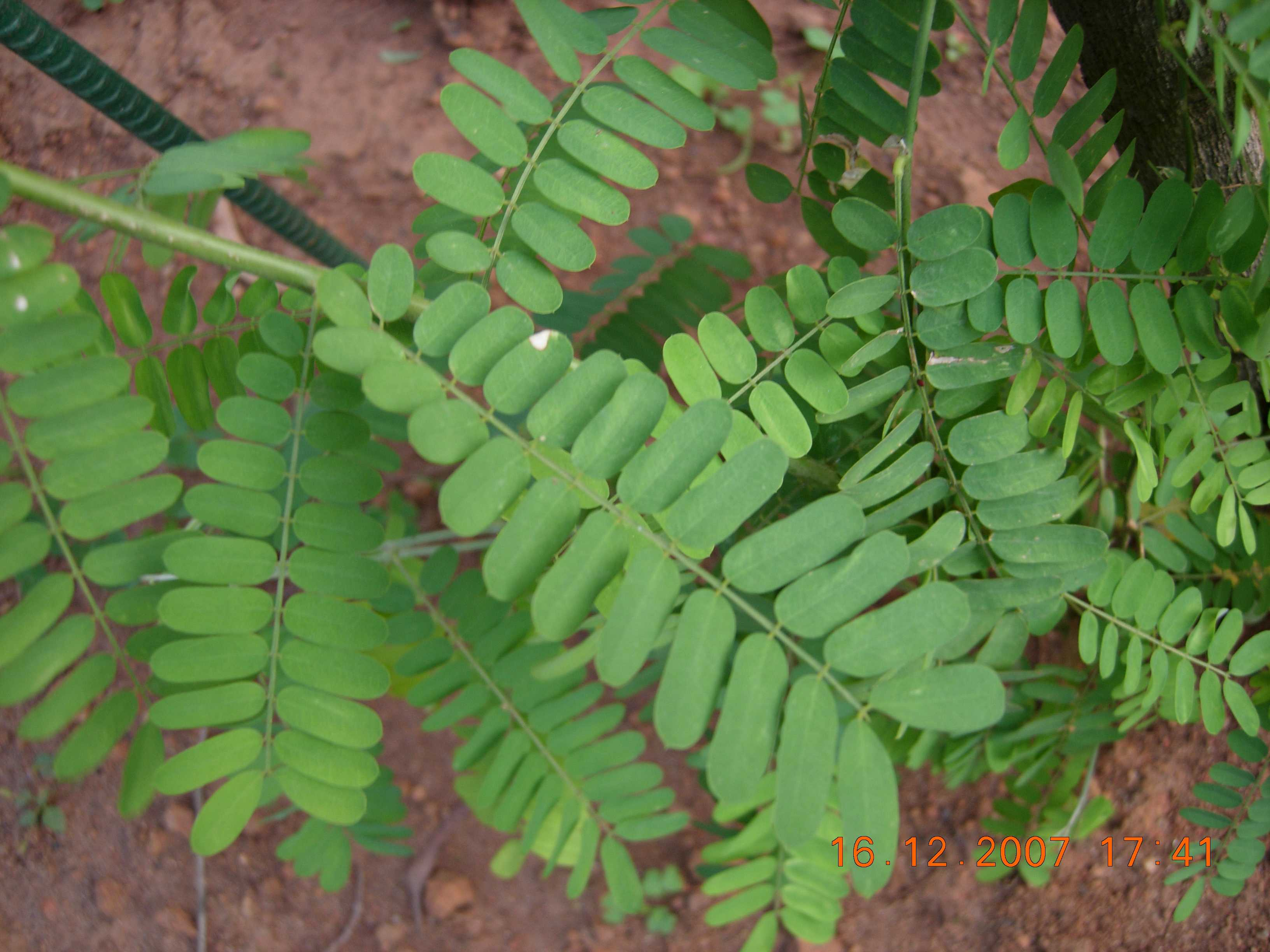
葉
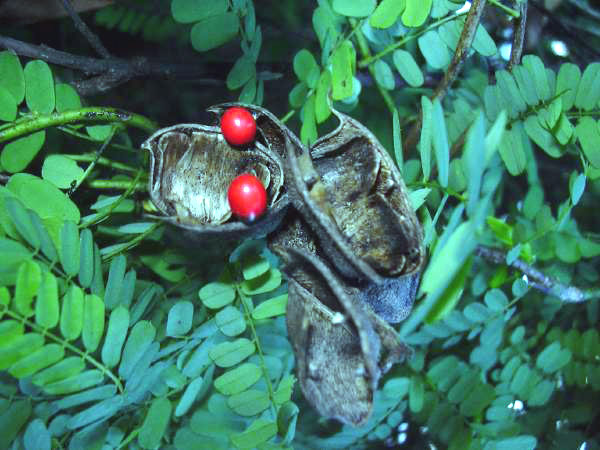
莢果
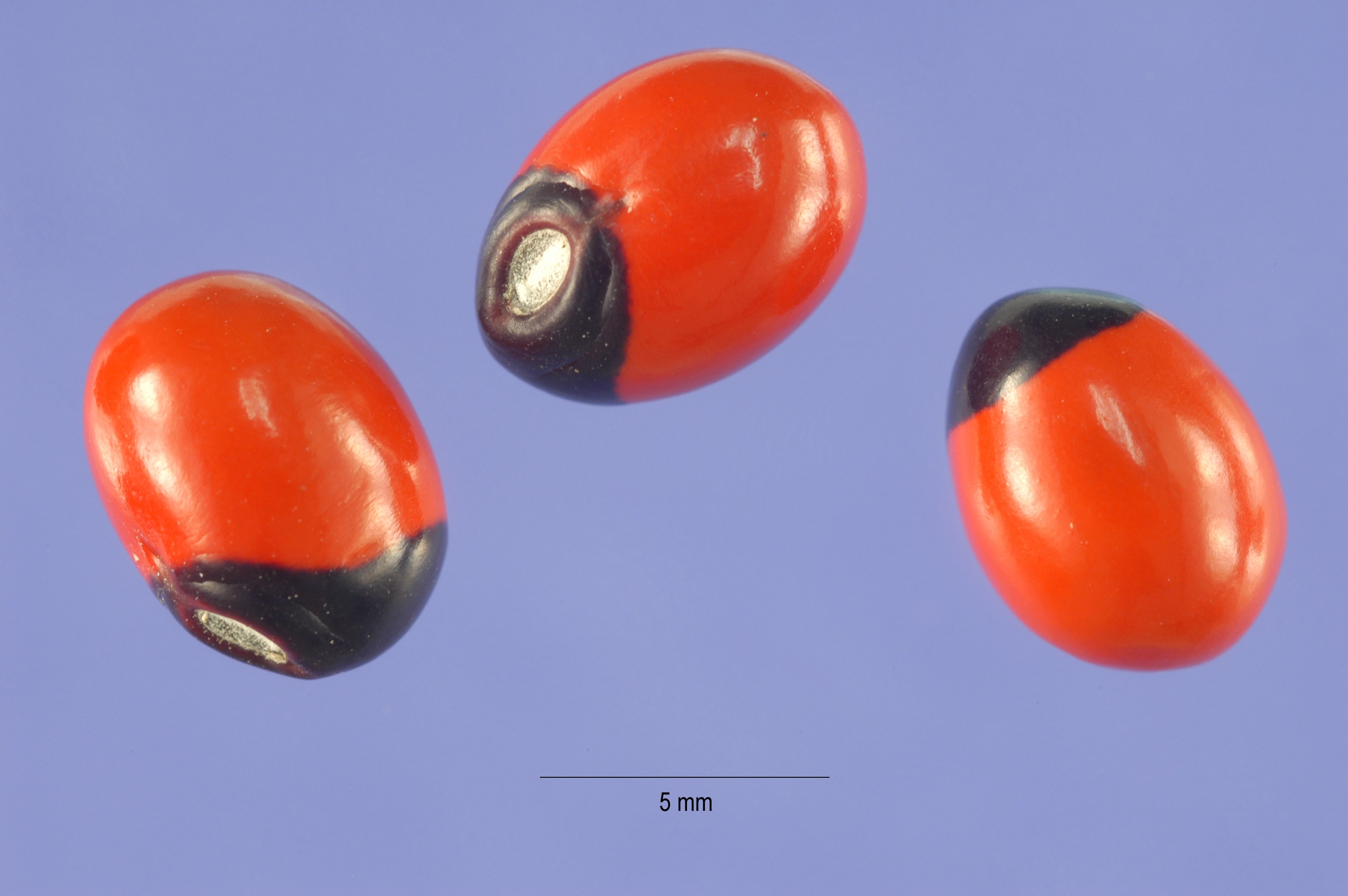
種子

## 毒性與功用
雞母珠的種子中含有一種稱為雞母珠毒素（abrin）的蛋白質，此毒素具有很強的毒性，誤食時會中毒，嚴重時甚至會喪命。因為種子的種皮很硬不易消化，生吞下完整未破裂的種子時，未必會造成立即的傷害，即使如此，不小心誤食時，也要馬上送醫治療。以雞母珠的種子加工做成珠串項鍊是一件很危險的工作， 靜脈注射致死劑量為體重每公斤0.01毫克，2盎司份量的種子可令馬匹喪命。種子經細嚼可引致喪失胃口，劇烈腹瀉，困倦，顫慄及共濟失調。
雞母珠亦是一些中醫師治癌的中草藥方，以及抗癌藥物的提煉對象。
印度有将种子煮沸后食用。美国CDC称毒素加热到80摄氏度维持30分钟，毒性基本消失。

## 其它
种子可以做成珠串飾物與打擊樂器；臺灣民間亦流傳有以莖入茶增添香氣。